# Arab Wings
Arab Wings ist eine jordanische Fluggesellschaft mit Sitz in Amman und Basis auf dem Flughafen Marka International.

## Geschichte
Arab Wings wurde im Jahr 1975 gegründet. Das Unternehmen wurde 1994 nach DIN ISO 9002 zertifiziert.

## Flugziele
Arab Wings bietet vom Flughafen Marka International nationale und internationale Charterflüge an.

## Flotte
Mit Stand September 2022 besteht die Flotte der Arab Wings aus 20 Geschäftsreiseflugzeugen:
| Flugzeugtyp               | Anzahl | bestellt | Anmerkungen | Sitzplätze |
| ------------------------- | ------ | -------- | ----------- | ---------- |
| Beechcraft King Air B200  | 02     |          |             | 07         |
| Boeing 737NG 7GJ/W BBJ    | 01     |          |             | 27         |
| Bombardier CRJ200         | 03     |          |             | 50         |
| Bombardier Challenger 604 | 01     |          |             | 10         |
| Bombardier Challenger 605 | 02     |          |             | 12         |
| Bombardier Global 5000    | 01     |          |             | 14         |
| Cessna Citation CJ1+      | 01     |          |             | 05         |
| Cessna Citation Sovereign | 01     |          |             | 8–12       |
| Dassault Falcon 7X        | 01     |          |             | 19         |
| Embraer Legacy 600        | 01     |          |             | 13         |
| Embraer Legacy 650        | 01     |          |             | 13         |
| Embraer Lineage 1000      | 01     |          |             | 19         |
| Gulfstream G450           | 01     |          |             | 14         |
| Learjet 60                | 01     |          |             | 10         |
| Raytheon Hawker 800XP     | 02     |          |             | 08         |
| Gesamt                    | 20     | –        |             |            |